# Chinese Journal of Catalysis
Das Chinese Journal of Catalysis, abgekürzt Chin. J. Catal.,  ist eine wissenschaftliche Fachzeitschrift, die vom Science-Press-Verlag und Elsevier im Auftrag des Dalian Institute of Chemical Physics, der Chinese Academy of Sciences und der Chinese Chemical Society veröffentlicht wird. Die erste Ausgabe erschien im Jahr 1980. Die Zeitschrift erscheint derzeit (Stand 2025) mit zwölf Ausgaben im Jahr. Es werden Artikel veröffentlicht, die sich mit dem Thema Katalyse beschäftigen.
Der Impact Factor lag im Jahr 2024 bei 15,7.